# Bundestagswahlkreis Nürtingen
Der Wahlkreis Nürtingen (2005: Wahlkreis 263, 2009: Wahlkreis 262) ist seit 1965 ein Bundestagswahlkreis in Baden-Württemberg.

## Wahlkreis
Der Wahlkreis umfasst aus dem Landkreis Böblingen die Gemeinden Steinenbronn und Waldenbuch sowie die Gemeinden Aichtal, Altdorf, Altenriet, Bempflingen, Beuren, Bissingen an der Teck, Dettingen unter Teck, Erkenbrechtsweiler, Filderstadt, Frickenhausen, Großbettlingen, Holzmaden, Kirchheim unter Teck, Kohlberg, Leinfelden-Echterdingen, Lenningen, Neckartailfingen, Neckartenzlingen, Neidlingen, Neuffen, Notzingen, Nürtingen, Oberboihingen, Ohmden, Owen, Schlaitdorf, Unterensingen, Weilheim an der Teck und Wolfschlugen aus dem Landkreis Esslingen. Der Wahlkreis wurde seit seinem Bestehen stets vom jeweiligen Direktkandidaten der CDU gewonnen.
Bei der letzten Bundestagswahl waren 205.967 Einwohner wahlberechtigt.

## Wahlkreisgeschichte
Der Wahlkreis Nürtingen – Böblingen wurde zur Bundestagswahl 1965 neu eingerichtet. Die Gemeinden des ehemaligen Landkreises Nürtingen gehörten vorher zu den Wahlkreisen Eßlingen und Reutlingen.
| Wahl      | Wahlkreisname             | Gebiet |
| --------- | ------------------------- | --- |
| 1965–1972 | 170 Nürtingen – Böblingen | Landkreis Nürtingen, Landkreis Böblingen ohne die heutigen Gemeinden Dätzingen, Döffingen, Magstadt und Sindelfingen |
| 1976      | 170 Nürtingen – Böblingen | Landkreis Nürtingen, Landkreis Böblingen ohne die heutigen Gemeinden Böblingen, Grafenau, Leonberg, Renningen, Rutesheim, Weil der Stadt, Magstadt, Weissach und Sindelfingen |
| 1980–1998 | 166 Nürtingen             | vom Landkreis Esslingen die Gemeinden Aichtal, Altdorf, Altenriet, Bempflingen, Beuren, Bissingen an der Teck, Dettingen unter Teck, Erkenbrechtsweiler, Filderstadt, Frickenhausen, Großbettlingen, Holzmaden, Kirchheim unter Teck, Kohlberg, Leinfelden-Echterdingen, Lenningen, Neckartailfingen, Neckartenzlingen, Neidlingen, Neuffen, Notzingen, Nürtingen, Oberboihingen, Ohmden, Owen, Schlaitdorf, Unterensingen, Weilheim an der Teck und Wolfschlugen                                                                    |
| 2002      | 263 Nürtingen             | vom Landkreis Esslingen die Gemeinden Aichtal, Altdorf, Altenriet, Bempflingen, Beuren, Bissingen an der Teck, Dettingen unter Teck, Erkenbrechtsweiler, Filderstadt, Frickenhausen, Großbettlingen, Holzmaden, Kirchheim unter Teck, Kohlberg, Leinfelden-Echterdingen, Lenningen, Neckartailfingen, Neckartenzlingen, Neidlingen, Neuffen, Notzingen, Nürtingen, Oberboihingen, Ohmden, Owen, Schlaitdorf, Unterensingen, Weilheim an der Teck und Wolfschlugen                                                                    |
| 2005      | 263 Nürtingen             | vom Landkreis Esslingen die Gemeinden Aichtal, Altdorf, Altenriet, Bempflingen, Beuren, Bissingen an der Teck, Dettingen unter Teck, Erkenbrechtsweiler, Filderstadt, Frickenhausen, Großbettlingen, Holzmaden, Kirchheim unter Teck, Kohlberg, Leinfelden-Echterdingen, Lenningen, Neckartailfingen, Neckartenzlingen, Neidlingen, Neuffen, Notzingen, Nürtingen, Oberboihingen, Ohmden, Owen, Schlaitdorf, Unterensingen, Weilheim an der Teck und Wolfschlugen, vom Landkreis Böblingen die Gemeinden Steinenbronn und Waldenbuch |
| seit 2009 | 262 Nürtingen             | vom Landkreis Esslingen die Gemeinden Aichtal, Altdorf, Altenriet, Bempflingen, Beuren, Bissingen an der Teck, Dettingen unter Teck, Erkenbrechtsweiler, Filderstadt, Frickenhausen, Großbettlingen, Holzmaden, Kirchheim unter Teck, Kohlberg, Leinfelden-Echterdingen, Lenningen, Neckartailfingen, Neckartenzlingen, Neidlingen, Neuffen, Notzingen, Nürtingen, Oberboihingen, Ohmden, Owen, Schlaitdorf, Unterensingen, Weilheim an der Teck und Wolfschlugen, vom Landkreis Böblingen die Gemeinden Steinenbronn und Waldenbuch |

## Wahlkreisabgeordnete
| Wahl | Abgeordneter | Abgeordneter     | Partei | Stimmen in % |
| ---- | ------------ | ---------------- | ------ | ------------ |
| 1965 |              | Anton Stark      | CDU    |              |
| 1969 |              | Anton Stark      | CDU    |              |
| 1972 |              | Anton Stark      | CDU    |              |
| 1976 |              | Anton Stark      | CDU    |              |
| 1980 |              | Anton Stark      | CDU    |              |
| 1983 |              | Anton Stark      | CDU    |              |
| 1987 |              | Anton Stark      | CDU    |              |
| 1990 |              | Elmar Müller     | CDU    |              |
| 1994 |              | Elmar Müller     | CDU    |              |
| 1998 |              | Elmar Müller     | CDU    |              |
| 2002 |              | Michael Hennrich | CDU    |              |
| 2005 |              | Michael Hennrich | CDU    |              |
| 2009 | 43,3         | Michael Hennrich | CDU    |              |
| 2013 | 51,0         | Michael Hennrich | CDU    |              |
| 2017 | 39,4         | Michael Hennrich | CDU    |              |
| 2021 | 30,1         | Michael Hennrich | CDU    |              |
| 2025 |              | Matthias Hiller  | CDU    | 37,7         |

## Wahlergebnisse

### Bundestagswahl 2025
Die Bundestagswahl 2025 am 23. Februar hatte folgendes Ergebnis:
| Kandidaten                                             | Kandidaten                   | Parteien/Listen       | Erststimmen | Erststimmen | Zweitstimmen | Zweitstimmen |
| Kandidaten                                             | Kandidaten                   | Parteien/Listen       | Stimmen     | %           | Stimmen      | %            |
| ------------------------------------------------------ | ---------------------------- | --------------------- | ----------- | ----------- | ------------ | ------------ |
|                                                        | Nils Schmid                  | SPD                   | 28.298      | 16,4        | 24.364       | 14,1         |
|                                                        | Matthias Hillergewählt im WK | CDU                   | 64.951      | 37,7        | 58.091       | 33,7         |
|                                                        | Matthias Gastel              | Bündnis 90/Die Grünen | 24.795      | 14,4        | 23.393       | 13,6         |
|                                                        | Renata Alt                   | FDP                   | 9.105       | 5,3         | 11.503       | 6,7          |
|                                                        | Christof Deutscher           | AfD                   | 30.579      | 17,8        | 31.028       | 18,0         |
|                                                        | Clara Meier                  | Die Linke             | 9.264       | 5,4         | 9.952        | 5,8          |
|                                                        | Sebastian Zeberle            | Freie Wähler          | 5.143       | 3,0         | 2.660        | 1,5          |
|                                                        | –                            | Tierschutzpartei      | –           | –           | 1.466        | 0,9          |
|                                                        | –                            | dieBasis              | –           | –           | 697          | 0,4          |
|                                                        | –                            | Die PARTEI            | –           | –           | 769          | 0,4          |
|                                                        | –                            | Volt                  | –           | –           | 1.180        | 0,7          |
|                                                        | –                            | ÖDP                   | –           | –           | 314          | 0,2          |
|                                                        | –                            | Bündnis C             | –           | –           | 339          | 0,2          |
|                                                        | –                            | MLPD                  | –           | –           | 58           | 0,0          |
|                                                        | –                            | Bündnis Deutschland   | –           | –           | 171          | 0,1          |
|                                                        | –                            | BSW                   | –           | –           | 6.446        | 3,7          |
| Gesamt                                                 | Gesamt                       | Gesamt                | 172.135     | 100         | 172.431      | 100          |
|                                                        |                              |                       |             |             |              |              |
| Ungültige Stimmen                                      | Ungültige Stimmen            | Ungültige Stimmen     | 1.057       | 0,6         | 761          | 0,4          |
| Wähler                                                 | Wähler                       | Wähler                | 173.192     | 85,1        | 173.192      | 85,1         |
| Wahlberechtigte                                        | Wahlberechtigte              | Wahlberechtigte       | 203.455     |             | 203.455      |              |
|                                                        |                              |                       |             |             |              |              |
| Quellen: Die Bundeswahlleiterin, Kandidaten – Ergebnis |                              |                       |             |             |              |              |

### Bundestagswahl 2021
Zur Bundestagswahl 2021 traten folgende Kandidaten an:
| Direktkandidat   | Partei               | Erststimmen in % | Zweitstimmen in % |
| ---------------- | -------------------- | ---------------- | ----------------- |
| Michael Hennrich | CDU                  | 30,1             | 26,0              |
| Nils Schmid      | SPD                  | 21,0             | 20,7              |
| Matthias Gastel  | GRÜNE                | 18,0             | 16,8              |
| Renata Alt       | FDP                  | 13,8             | 17,5              |
| Kerstin Hanske   | AfD                  | 8,3              | 8,7               |
| Hüseyin Sahin    | DIE LINKE            | 2,4              | 2,6               |
| —                | Tierschutzpartei     | —                | 1,2               |
| Daniel Friesch   | Die PARTEI           | 1,5              | 0,9               |
| Markus Mangold   | FREIE WÄHLER         | 2,4              | 1,6               |
| —                | PIRATEN              | —                | 0,4               |
| —                | ÖDP                  | —                | 0,2               |
| —                | NPD                  | —                | 0,1               |
| Sigrid Ott       | DiB                  | 0,3              | 0,2               |
| Dieter Rupp      | MLPD                 | 0,1              | 0,0               |
| —                | DKP                  | —                | 0,0               |
| Ilona Timmermann | dieBasis             | 2,1              | 1,7               |
| —                | Bündnis C            | —                | 0,3               |
| —                | BÜRGERBEWEGUNG       | —                | 0,1               |
| —                | BÜNDNIS21            | —                | 0,0               |
| —                | LKR                  | —                | 0,0               |
| —                | Die Humanisten       | —                | 0,1               |
| —                | Gesundheitsforschung | —                | 0,1               |
| —                | Team Todenhöfer      | —                | 0,5               |
| —                | Volt                 | —                | 0,2               |

Der direkt gewählte Abgeordnete Michael Hennrich legte zum 28. Februar 2023 sein Bundestagsmandat nieder, um als Geschäftsführer des Bundesverbandes der Arzneimittel-Hersteller tätig zu sein. Der Wahlkreis wird aber weiterhin von den über die jeweiligen Landeslisten in den Bundestag eingezogenen Abgeordneten Nils Schmid (SPD), Matthias Gastel (Grüne) und Renata Alt (FDP) vertreten.

### Bundestagswahl 2017
Zur Bundestagswahl am 24. September 2017 kandidierten die folgenden Direktkandidaten:
| Direktkandidat   | Partei    | Erststimmen in % | Zweitstimmen in % |
| ---------------- | --------- | ---------------- | ----------------- |
| Michael Hennrich | CDU       | 39,4             | 33,7              |
| Nils Schmid      | SPD       | 19,0             | 15,1              |
| Matthias Gastel  | GRÜNE     | 14,8             | 14,2              |
| Renata Alt       | FDP       | 9,9              | 15,0              |
| Vera Kosova      | AfD       | 11,9             | 12,3              |
| Heinrich Brinker | Die Linke | 4,8              | 5,5               |
| Joachim Bauerle  | MLPD      | 0,2              | 0,1               |

### Bundestagswahl 2013
Bei der Bundestagswahl am 22. September 2013 standen folgende Kandidaten zur Wahl:
| Direktkandidat       | Partei       | Erststimmen in % | Zweitstimmen in % |
| -------------------- | ------------ | ---------------- | ----------------- |
| Michael Hennrich     | CDU          | 51,0             | 46,0              |
| Rainer Arnold        | SPD          | 25,3             | 19,9              |
| Renata Alt           | FDP          | 2,5              | 6,9               |
| Matthias Gastel      | GRÜNE        | 9,9              | 11,6              |
| Claudia Haydt        | DIE LINKE    | 3,3              | 4,1               |
| Jan Lüdtke-Reißmann  | PIRATEN      | 2,0              | 2,3               |
| René Schrade         | NPD          | 0,8              | 0,7               |
| Ulrich Deuschle      | REP          | 1,3              | 1,1               |
| Peter Friedrich      | AfD          | 3,2              | 4,8               |
| Emmerich Benkowitsch | FREIE WÄHLER | 0,7              | 0,6               |

### Bundestagswahl 2009
Die Bundestagswahl 2009 hatte folgendes Ergebnis:
| Direktkandidat   | Partei               | Erststimmen in % | Zweitstimmen in % | Bundestagswahl 2005 Zweitstimmen in % |
| ---------------- | -------------------- | ---------------- | ----------------- | ------------------------------------- |
| Michael Hennrich | CDU                  | 43,3             | 33,4              | 38,9                                  |
| Rainer Arnold    | SPD                  | 24,2             | 18,9              | 29,1                                  |
| Judith Skudelny  | FDP                  | 11,6             | 20,7              | 13,4                                  |
| Andreas Schwarz  | GRÜNE                | 13,8             | 15,0              | 11,1                                  |
| Jochen Findeisen | DIE LINKE            | 5,2              | 5,7               | 2,9                                   |
| Heidi Drinkard   | NPD                  | 1,7              | 0,9               | 1,8                                   |
| —                | REP                  | —                | 1,7               | 2,0                                   |
| —                | PBC                  | —                | 0,5               | 0,6                                   |
| —                | MLPD                 | —                | 0,1               | 0,1                                   |
| —                | BüSo                 | —                | 0,1               | 0,1                                   |
| —                | Volksabstimmung      | —                | 0,3               | —                                     |
| —                | ADM                  | —                | 0,1               | —                                     |
| —                | DVU                  | —                | 0,0               | —                                     |
| —                | DIE VIOLETTEN        | —                | 0,2               | —                                     |
| —                | Die Tierschutzpartei | —                | 0,5               | —                                     |
| —                | ödp                  | —                | 0,3               | —                                     |
| —                | PIRATEN              | —                | 1,7               | —                                     |